# Brun jakamar
Brun jakamar (Brachygalba lugubris) är en fågel i familjen jakamarer inom ordningen jakamar- och trögfåglar.

## Utseende
Brun jakamar är en småhövdad fågel med en lång och slank näbb. Ovansidan är mestadels brun med glansigt blåsvart på vingar och stjärt, kontrasterande mot vitt på haka och buk. Nordliga fåglar har istället beigeäfrgad undersida.

## Utbredning och systematik
Brun jakamar delas in i sju underarter med följande utbredning:
- Brachygalba lugubris fulviventris – östra foten av östra Anderna i Colombia (Buenavista och Villavicencio)
- Brachygalba lugubris caquetae – östra foten basen av östra Anderna i Colombia (söder om Caqueta) söderut till östra Peru
- Brachygalba lugubris lugubris – östra och södra Venezuelas anslutning till Guyanaregionen och nordöstra Brasilien
- Brachygalba lugubris obscuriceps – sydligaste Venezuela och i nordvästra Brasilien
- Brachygalba lugubris naumburgi – nordöstra Brasilien (Maranhão och Piauí)
- Brachygalba lugubris melanosterna – östra Bolivia samt centrala och sydvästra Brasilien
- Brachygalba lugubris phaeonota – centrala Brasilien (känd från ett exemplar som påträffats vid Rio Solimões)

## Levnadssätt
Brun jakamar hittas i skogsbryn och trädkronor i skog och savann. Den ses vanligen sitta upprätt på en exponerad gren varifrån den gör utfall för att fånga insekter, ofta i grupp. 

## Status och hot
Arten har ett stort utbredningsområde, men tros minska i antal, dock inte tillräckligt kraftigt för att den ska betraktas som hotad. Internationella naturvårdsunionen IUCN listar arten som livskraftig (LC).